# 12504 Nuest
12504 Nuest este un asteroid din centura principală de asteroizi.

## Descriere
12504 Nuest este un asteroid din centura principală de asteroizi. A fost descoperit pe 24 martie 1998 la Socorro, New Mexico, în cadrul proiectului LINEAR. Asteroidul prezintă o orbită caracterizată de o semiaxă mare de 2,39 ua, o excentricitate de 0,15 și o înclinație de 6,0° în raport cu ecliptica.